# Фреска
Фре́ска (от итал.  fresco — свежий, аффреско (итал. affresco — по сырой штукатурке) — одна из техник стенных росписей, противоположность «альсекко» (росписи по сухому). При высыхании содержащаяся в штукатурке известь образует тонкую прозрачную кальцитную плёнку, делающую фреску долговечной. Выполняется художниками-монументалистами.
В настоящее время термином «фреска» могут называть любую стенную живопись вне зависимости от её техники (альсекко, темпера, живопись масляными, акриловыми красками и так далее). Для обозначения непосредственной техники фрески иногда используют наименование «буон фреска» или «чистая фреска». Впервые этот термин появился в трактате итальянского художника Ченнино Ченнини (1437). Иногда по уже сухой фреске пишут темперой.

## История
Точная дата появления фресок неизвестна, но уже в период Эгейской культуры (2-е тысячелетие до нашей эры) фресковая живопись получила широкое распространение. Это была живопись красками, где в качестве связующего использовались клей или казеин, а сама техника была близка к «альсекко». Доступность исходных материалов (известь, песок, окрашенные минералы), относительная простота техники живописи, а также долговечность произведений обусловили большую популярность фресковых росписей в античном мире. В христианском искусстве фреска стала излюбленным способом украшения внутренних и (реже) внешних стен каменного храма.
В Древней Руси техника стенной росписи в основном была смешанная — живопись водяными красками по сырой штукатурке дополнялась темперо-клеевой техникой (фон, верхние прописки) с различными связующими (яйцо, животные и растительные клеи).
В Европе в эпоху Возрождения владение искусством стенной росписи стало одним из важнейших мерил мастерства художника. Именно тогда в Италии фресковая живопись достигла своего наивысшего развития.

### Античная фреска
По свидетельству Витрувия, в Древней Греции для отделки наружных и внутренних стен сооружений использовалась известковая штукатурка в несколько слоёв с выглаженной до блеска поверхностью. От греков римляне переняли обычай окрашивать стены по штукатурке, позднее появилась и стенная роспись по свежеуложенному раствору, которая называлась in udo («по сырому»). Известковая штукатурка наносилась в семь слоёв, причём в нижние добавлялся песок, а в верхние — мраморная пудра. Для предотвращения появления трещин в растворы вводилось небольшое количество воды, при нанесении слои уплотнялись. Крепость покрытия достигалась добавлением молока, толчёного кирпича, пемзы и, в редких случаях, пеньки, соломы. Так, в стенных росписях Помпеи обнаружена пемза, причём не только в штукатурке, но и в красочных слоях, где она применялась в качестве белил. Нанесение штукатурки в несколько слоёв позволяло замедлить процесс её высыхания, и следовательно, увеличить время работы по сырой поверхности. Выбор связующих веществ для красок диктовался видом применяемых пигментов. В качестве связующего использовались животный клей, чистая известь и её смеси с казеином, яичным белком, клеем. Витрувий для сохранности росписи советовал после высыхания фрески покрывать её поверхность смесью масла с воском с последующим нагреванием и промоканием растопленного воска.

### Византия
Правила древней византийской фресковой живописи описаны в «Ерминии Дионисия Фурноаграфиота» иконописца Дионисия (XVII в.). Масштабность настенных росписей, выполняемых в Византии, требовала увеличения времени работы по свежему раствору. Уменьшилось до двух количество слоёв штукатурки, в раствор вместо толчёного мрамора вводились для нижних слоёв солома, для верхних — лён или пакля, хорошо удерживавшие влагу. Избежать трещин помогало выдерживание гашёной извести для раствора некоторое количество времени на воздухе. Верхний слой штукатурки наносился сразу на всю площадь, подлежащую росписи. Самый ранний пример византийской фресковой живописи (500—850 годы нашей эры) сохранился в римской церкви Санта Мария. Поверхность этой росписи была отполирована так же, как и у древнеримских фресок; в дальнейшем византийские художники отказались от этого приёма.

### Древняя Киевская Русь
Первоначально древнерусские живописцы придерживались техники выполнения фресок, принятой в Византии. Штукатурка (левкас), нанесённая на стену, была пригодна для письма по сырому в течение нескольких дней. Это обстоятельство позволяло наносить раствор сразу на всю площадь, предназначавшуюся для росписи. Позднее рецептура левкаса изменилась: в 1599 году епископ Нектарий, греческий художник, оставшийся жить на Киевской Руси, в своём наставлении «Типик» советует не оставлять грунт на стене «без письма» на ночь или даже перерыв на обед. Известь для левкаса интенсивно промывалась водой для удаления гидрата окиси кальция (так называемой «емчуги»), который, выступая уже на готовой фреске, безвозвратно портил роспись. При такой обработке способность извести к закреплению красок снижалась, поэтому сокращалось время письма по сырому. Схожая система подготовки извести описана в работе Паломино, посвящённой технике фрески. Древнерусские стенные росписи всегда завершались по сухому, красками, где связующими были либо яичный желток, либо растительные клеи. Более поздние росписи исполнялись уже полностью яичной темперой, с XVIII века заменённой совершенно неподходящими для стенной живописи масляными красками.

### Итальянская фреска
Итальянская роспись стен, как и всё изобразительное искусство, долгое время следовала византийским образцам, лишь в конце XIII она начала обретать самостоятельность.
Впервые технику чистой фрески описал в 1447 году Ченнино Ченнини. Одним из первых циклов, исполненных в этой технике, историки искусства считают сцены с Исааком в церкви Сан Франческо в Ассизи (около 1295). Ранее приписываемые неизвестному мастеру, позднее они стали атрибутироваться как работа Джотто. Техника чистой фрески проигрывает в скорости по сравнению с живописью альсекко, но превосходит её в богатстве цветовой нюансировки, так как краски, наложенные на сырую штукатурку, довольно быстро закрепляются и у художника есть возможность писать с применением лессировок без опасения размыть уже нанесённый красочный слой. По сравнению с альсекко роспись по-сырому гораздо более долговечна. К недостаткам фрески можно отнести сравнительно небольшое количество красок, известных во времена старых мастеров, пригодных для этого вида живописи.
После принятия окончательного решения по композиции росписи и выполнения эскиза, делался картон. Рисунок на нём во всех деталях воспроизводил замысел художника в масштабе будущей росписи. При больших размерах росписи поверхность делилась на участки — дневные нормы, в Италии они называются джорнаты. Разделение производилось по контурам деталей композиции, часто в области тёмного цвета, чтобы шов, разделяющий участки, выполненные в разные дни (вульта), был малозаметным. Контуры переносились на подготовительный слой штукатурки либо по разрезанным частям картона, либо для сохранения картона по кальке, снятой с него с нанесённой по ней сеткой. Рисунок наносился припорохом через проколы в кальке с помощью порошка угля, охры либо передавливанием. Линии предварительного рисунка усиливались чаще всего сангиной. На рисунок, начиная с верха стены, чтобы избежать потёков и брызг раствора нижней части росписи, наносился слой известковой штукатурки, интонако; он расписывался в течение одного дня. Толщина интонако, наносимого по трём нижним подготовительным слоям штукатурки, варьировалась от 3 до 5 миллиметров. Согласно описанию Ченнини, интонако наносился на смоченную водой штукатурку и тщательно выглаживался.
Работа по сырой штукатурке, так называемому «спелому раствору», который схватывается через десять минут, довольно трудоёмка и требует сноровки и опыта: как только кисть, легко до этого скользящая, начинает «боронить» основание и «намазывать» краску, роспись прекращается, так как красочный слой уже не проникнет глубоко в основание и не закрепится. Слой штукатурки, оставшийся не записанным, срезается наискось наружу, новая часть приштукатуривается к предыдущему слою. Во фресковой живописи возможны только незначительные исправления, переделать её нельзя: неудачные места просто сбиваются и процесс росписи повторяется. Приступая к работе, художник должен представлять, какими станут использованные им цвета после окончательного высыхания (через 7—10 дней). Обыкновенно они сильно высветляются; для того чтобы понять, как будут они выглядеть после высыхания, краски наносятся на материал, обладающий сильной впитывающей способностью (рыхлую бумагу, мел, гипс, умбру). За день художник расписывает 3—4 квадратных метра стены. Детали прописывались до начала XVI века по сухому темперой. По сухому же наносились некоторые цвета (яркие зелёные и синие), так как для живописи по сырой штукатурке было пригодно ограниченное количество пигментов. По окончании росписи её поверхность шлифуют, иногда — полируют с нанесением мыльного раствора с воском. Подобная обработка поверхности штукатурки описана Леоном Баттистой Альберти; возможно, старые мастера пользовались ей по окончании работы над фреской. Росписи художников начиная от Джотто и вплоть до Перуджино имеют характерную отполированную поверхность, причём позднее поверхность росписи делалась блестящей неравномерно — участкам с изображениями лиц персонажей придавался более сильный глянец.
С начала XVI века почти не применяется пропись фрески по сухому темперой, с этого момента начинается период господства чистой фрески (buon fresco). В этой манере работали все художники Высокого Возрождения, в том числе Рафаэль, Микеланджело, а позднее — Вазари, Тинторетто, Джордано и Тьеполо. Конструктивные особенности зданий, возводимых в это время, привели к уменьшению толщины штукатурки, количество наносимых слоёв её сократилось с трёх до двух. Поверхность фресковых росписей становится матовой, шероховатой. Судя же по руководству, написанному Андреа Поццо, позднее поверхность штукатурного слоя специально зернили перед началом работы. В эпоху барокко становится популярным корпусное, постозное письмо, а с XVIII века фреска выполняется не известковыми водорастворимыми, а казеиново-известковыми красками.

### XVIII—XIX века
Казеиново-известковая живопись получила широкое распространение и за пределами Италии — прежде всего в Германии и Испании. В этой технике работали Тьеполо (частично), Трогер, Гюнтер, Азам, Кноллер. Период господства этой техники закончился в начале XIX века. 

## Другие виды настенной живописи
Покрытие secco или fresco-secco выполняется на сухой штукатурке (secco в переводе с итальянского означает «сухой»). Пигменты, таким образом, нуждаются в связующей среде, такой как яйцо (темпера), клей или масло, чтобы прикрепить пигмент к стене. Важно различать секретную работу, выполненную на вершине фрески Буон (представляет собой технику росписи фресок, в которой щёлочестойкие пигменты, измельчённые в воде, наносятся на влажную штукатурку), которая, по мнению большинства авторитетов, была фактически стандартом со времен Средневековья, и работу, выполненную полностью на пустой стене. Как правило, работы на фреске в форме буона являются более долговечными, чем любые работы с альсекко, добавленные поверх них, потому что секция работает лучше с шероховатой штукатурной поверхностью, в то время как настоящая фреска должна иметь гладкую поверхность. Дополнительная работа будет выполняться для внесения изменений, а иногда и для добавления мелких деталей, а также потому, что не все цвета могут быть достигнуты при настоящей фреске, потому что только некоторые пигменты химически работают в очень щелочной среде свежей штукатурки на основе извести. Синий пигмент был особой проблемой, и в небеса и синие одежды часто добавляли второстепенную, потому что ни голубой азурит, ни лазурит (единственные два доступных тогда синих пигмента) не работают хорошо во влажной фреске.
Благодаря современным аналитическим методам также становится всё более очевидным, что даже ранними итальянскими живописцами эпохи Возрождения довольно часто применялись методики secco, чтобы сделать возможным использование более широкого спектра пигментов. В большинстве ранних примеров эта деталь теперь полностью исчезла, но даже целая картина, выполненная второстепенно на поверхности шероховатой, чтобы дать ключ для краски[прояснить], может очень хорошо сохраниться, хотя влажность для неё более опасна, чем для фрески.

## Знаменитые ансамбли
- Капелла Джотто
- Палаццо Скифанойя
- Сикстинская капелла
- Церковь Спаса Преображения на Ильине улице в Новгороде
- Станцы Рафаэля
- Ферапонтов монастырь
- Монастырь Святого Пантелеймона в Нерези
- Аджанта
- Вилла Мистерий